# Campeonato Panamericano de Balonmano Masculino de 2016
El XVII Campeonato Panamericano de Balonmano Masculino se celebró en Buenos Aires entre el 10 y el 20 de junio de 2016, bajo la organización de la Federación Panamericana de Handball (PATHF) y la Confederación Argentina de Handball (CAH).
La sede fue el Predio Ferial Tecnópolis, en Villa Martelli, Buenos Aires.
Fue la cuarta vez que el campeonato se disputara en la provincia más importante de la República Argentina, después de las ediciones 1981, 2002 y 2012.
Un total de doce selecciones nacionales compitieron por tres plazas para el Mundial 2017, que tendrá lugar en Francia en enero de 2017. 
El campeón reinante hasta ese momento era Argentina, que obtuvo el título en las últimas tres oportunidades anteriores (2010 en Santiago de Chile, 2012 en Almirante Brown y 2014 en Canelones).

## Clasificados
Además del anfitrión, Argentina, por América del Sur estuvieron presentes los seleccionados de Brasil, Chile, Uruguay, Paraguay, Venezuela (que luego se bajó del torneo por motivos económicos) Colombia. Centroamérica se verá representada por Puerto Rico y Guatemala, mientras que por América del Norte jugarán Estados Unidos, Canadá, Groenlandia y México (que fue invitado a reemplazar a Venezuela por parte de la PATHF teniendo en cuenta sus antecedentes en la competición).
| País           | Clasificado por                                    |
| -------------- | -------------------------------------------------- |
| Argentina      | Anfitrión y último campeón del Torneo Panamericano |
| Brasil         | 2.º en el último Torneo Panamericano               |
| Chile          | 3.º en el último Torneo Panamericano               |
| Uruguay        | Plaza para América del Sur                         |
| Paraguay       | Plaza para América del Sur                         |
| Colombia       | Plaza para América del Sur                         |
| Guatemala      | Campeón del Torneo Centroamericano 2015            |
| Puerto Rico    | Plaza para El Caribe                               |
| Estados Unidos | Plaza para América del Norte                       |
| Groenlandia    | Plaza para América del Norte                       |
| Canadá         | Plaza para América del Norte                       |
| México         | Invitado según antecedentes en el torneo           |

## Sede
La sede del campeonato fue Tecnópolis, en Villa Martelli, Buenos Aires. El hall contó con dos estadios, con capacidades para 9.000 y 5.000 personas.

## Sorteo
Se llevó a cabo el 23 de abril en el Planetario Galileo Galilei de la Ciudad de Buenos Aires, en el cual está basado el logo del torneo. Los equipos quedaron divididos en dos grupos de seis: 
Grupo "A": Argentina, Chile, Groenlandia, Guatemala, Canadá y México.
Grupo "B": Brasil, Uruguay, Estados Unidos, Paraguay, Puerto Rico y Colombia.

## Grupos
| Grupo A     | Grupo B        |
| ----------- | -------------- |
| Chile       | Estados Unidos |
| México      | Puerto Rico    |
| Groenlandia | Uruguay        |
| Argentina   | Colombia       |
| Canadá      | Brasil         |
| Guatemala   | Paraguay       |

### Grupo A
| Equipo      | PTS | J | G | E | P | GF  | GC  | DG  |
| ----------- | --- | - | - | - | - | --- | --- | --- |
| Chile       | 8   | 5 | 4 | 0 | 1 | 171 | 109 | +62 |
| Argentina   | 8   | 5 | 4 | 0 | 1 | 161 | 88  | +73 |
| Groenlandia | 8   | 5 | 4 | 0 | 1 | 166 | 131 | +35 |
| México      | 4   | 5 | 2 | 0 | 3 | 122 | 159 | -37 |
| Canadá      | 2   | 5 | 1 | 0 | 4 | 110 | 162 | -52 |
| Guatemala   | 0   | 5 | 0 | 0 | 5 | 101 | 182 | -81 |

#### Resultados
| Fecha      | Hora  | Partido³    | Partido³ | Partido³    | Resultado |
| ---------- | ----- | ----------- | -------- | ----------- | --------- |
| 11.06.2016 | 15:10 | Chile       | -        | México      | 30-21     |
| 11.06.2016 | 17:00 | Groenlandia | -        | Canadá      | 31-24     |
| 11.06.2016 | 17:05 | Argentina   | -        | Guatemala   | 37-12     |
| 12.06.2016 | 15:00 | Canadá      | -        | Argentina   | 13-37     |
| 12.06.2016 | 16:00 | México      | -        | Groenlandia | 24-36     |
| 12.06.2016 | 18:00 | Guatemala   | -        | Chile       | 11-41     |
| 13.06.2016 | 15:00 | Argentina   | -        | México      | 42-17     |
| 13.06.2016 | 16:00 | Guatemala   | -        | Canadá      | 24-27     |
| 13.06.2016 | 19:00 | Chile       | -        | Groenlandia | 37-29     |
| 15.06.2016 | 15:00 | Groenlandia | -        | Argentina   | 25-23     |
| 15.06.2016 | 15:00 | México      | -        | Guatemala   | 32-31     |
| 15.06.2016 | 19:00 | Chile       | -        | Canadá      | 42-26     |
| 16.06.2016 | 15:00 | Groenlandia | -        | Guatemala   | 45-23     |
| 16.06.2016 | 18:00 | Canadá      | -        | México      | 20-28     |
| 16.06.2016 | 19:00 | Argentina   | -        | Chile       | 22-21     |

### Grupo B
| Equipo         | PTS | J | G | E | P | GF  | GC  | DG   |
| -------------- | --- | - | - | - | - | --- | --- | ---- |
| Brasil         | 10  | 5 | 5 | 0 | 0 | 214 | 78  | +136 |
| Uruguay        | 8   | 5 | 4 | 0 | 1 | 135 | 113 | +22  |
| Puerto Rico    | 6   | 5 | 3 | 0 | 2 | 145 | 143 | +2   |
| Estados Unidos | 4   | 5 | 2 | 0 | 3 | 122 | 143 | -21  |
| Colombia       | 2   | 5 | 1 | 0 | 4 | 100 | 169 | -69  |
| Paraguay       | 0   | 5 | 0 | 0 | 5 | 115 | 185 | -70  |

#### Resultados
| Fecha      | Hora  | Partido³       | Partido³ | Partido³       | Resultado |
| ---------- | ----- | -------------- | -------- | -------------- | --------- |
| 11.06.2016 | 15:00 | Estados Unidos | -        | Puerto Rico    | 26-31     |
| 11.06.2016 | 20:00 | Uruguay        | -        | Colombia       | 33-11     |
| 11.06.2016 | 20:05 | Brasil         | -        | Paraguay       | 54-14     |
| 12.06.2016 | 17:00 | Puerto Rico    | -        | Brasil         | 24-38     |
| 12.06.2016 | 19:00 | Paraguay       | -        | Uruguay        | 19-34     |
| 12.06.2016 | 20:05 | Colombia       | -        | Estados Unidos | 21-29     |
| 13.06.2016 | 17:00 | Brasil         | -        | Colombia       | 42-10     |
| 13.06.2016 | 18:00 | Paraguay       | -        | Puerto Rico    | 26-34     |
| 13.06.2016 | 20:00 | Uruguay        | -        | Estados Unidos | 26-21     |
| 15.06.2016 | 17:00 | Estados Unidos | -        | Brasil         | 15-40     |
| 15.06.2016 | 18:00 | Uruguay        | -        | Puerto Rico    | 27-22     |
| 15.06.2016 | 20:00 | Colombia       | -        | Paraguay       | 32-31     |
| 16.06.2016 | 16:00 | Puerto Rico    | -        | Colombia       | 34-26     |
| 16.06.2016 | 17:00 | Brasil         | -        | Uruguay        | 40-15     |
| 16.06.2016 | 20:00 | Estados Unidos | -        | Paraguay       | 31-25     |

### 11º/12º puesto
| Fecha      | Hora² | Partido¹  | Partido¹ | Partido¹ | Resultado |
| ---------- | ----- | --------- | -------- | -------- | --------- |
| 18.06.2016 | 09:30 | Guatemala | -        | Paraguay | 31-25     |

### 9º/10º puesto
| Fecha      | Hora² | Partido¹ | Partido¹ | Partido¹ | Resultado |
| ---------- | ----- | -------- | -------- | -------- | --------- |
| 18.06.2016 | 11:30 | Canadá   | -        | Colombia | 21-29     |

## Segunda fase
Liga por el título
|  | Semifinales  | Semifinales |    |             | Final        | Final       |  |
|  | 18 de junio  | 18 de junio |    |             | 19 de junio  | 19 de junio |  |
|  |              |             |    |             |              |             |  |
|  | 18 de junio  |             |    |             |              |             |  |
|  | 1A Chile     | 31          |    |             |              |             |  |
|  | 2B Uruguay   | 24          |    |             |              |             |  |
|  |              |             |    |             |              |             |  |
|  |              |             |    |             | 19 de junio  |             |  |
|  |              |             |    |             | Chile        | 24          |  |
|  |              | Brasil      | 28 |             |              |             |  |
|  |              |             |    |             |              |             |  |
|  |              |             |    |             |              |             |  |
|  |              |             |    |             | Tercer lugar |             |  |
|  | 18 de junio  | 18 de junio |    | 19 de junio | 19 de junio  |             |  |
|  | 2A Argentina | 20          |    | Uruguay     | 15           |             |  |
|  | 1B Brasil    | 23          |    |             | Argentina    | 29          |  |

| Brasil 3.º título |

Liga por el quinto puesto
|  | Semifinales       | Semifinales |    |                | Final        | Final       |  |
|  | 18 de junio       | 18 de junio |    |                | 19 de junio  | 19 de junio |  |
|  |                   |             |    |                |              |             |  |
|  | 18 de junio       |             |    |                |              |             |  |
|  | 3A Groenlandia    | 37          |    |                |              |             |  |
|  | 4B Estados Unidos | 30          |    |                |              |             |  |
|  |                   |             |    |                |              |             |  |
|  |                   |             |    |                | 19 de junio  |             |  |
|  |                   |             |    |                | Groenlandia  | 44          |  |
|  |                   | Puerto Rico | 22 |                |              |             |  |
|  |                   |             |    |                |              |             |  |
|  |                   |             |    |                |              |             |  |
|  |                   |             |    |                | Tercer lugar |             |  |
|  | 18 de junio       | 18 de junio |    | 19 de junio    | 19 de junio  |             |  |
|  | 4A México         | 29          |    | Estados Unidos | 27           |             |  |
|  | 3B Puerto Rico    | 30          |    |                | México       | 31          |  |

### Clasificación general
| Brasil            |
| Chile             |
| Argentina         |
| 4. Uruguay        |
| 5. Groenlandia    |
| 6. Puerto Rico    |
| 7. México         |
| 8. Estados Unidos |
| 9. Colombia       |
| 10. Canadá        |
| 11. Guatemala     |
| 12. Paraguay      |

## Clasificados al Mundial 2017
| Bandera de Brasil | Bandera de Chile | Bandera de Argentina |
| Brasil            | Chile            | Argentina            |
| ----------------- | ---------------- | -------------------- |